# Digby, el gos més gros del món
Digby, el gos més gros del món (títol original en anglès: Digby, the Biggest Dog in the World) és una pel·lícula britànica dirigida per Joseph MacGrath, estrenada el 1973. Ha estat doblada al català.

## Argument
Digby, un gos pastor, beu un producte químic experimental i es converteix en un gos gegant. Tothom intenta apoderar-se'n, sobretot Billy, la seva víctima (a l'escola, clixé sovint utilitzat a les pel·lícules per a nens que posen en escena un gos: un noi introvertit i víctima a l'escola ens el presenten en una escena bastant inútil)

## Repartiment
- Jim Dale: Billy
- Spike Milligan: la polícia
- Angela Douglas: un lladre

## Crèdits
Als crèdits, es veu Billy la víctima fer-se lligar a un arbre per tots els nens de la ciutat, i el noi crida "Digby".